# Rohkunborri nationalpark

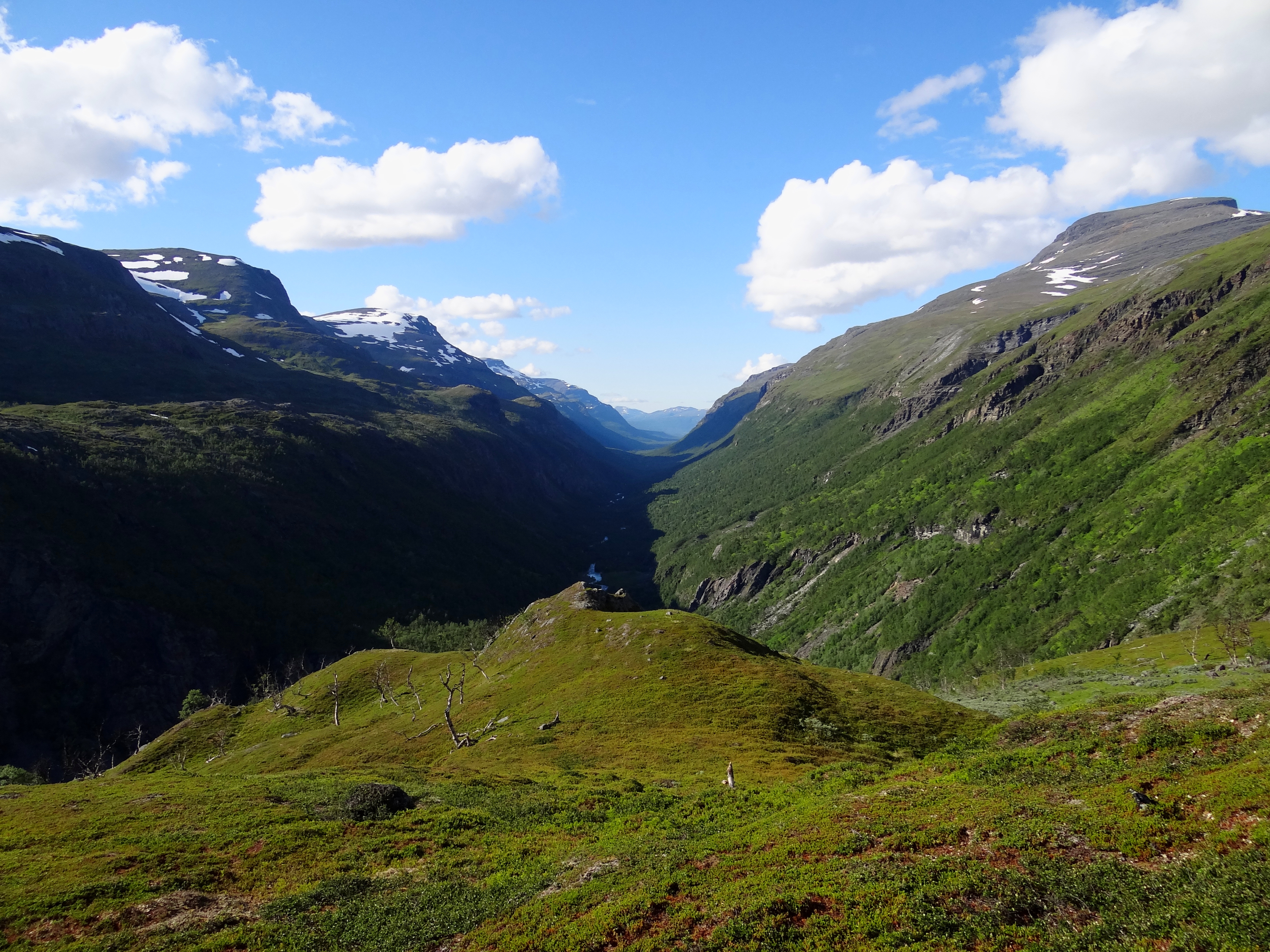
Sørdalen sedd från söder mot norr

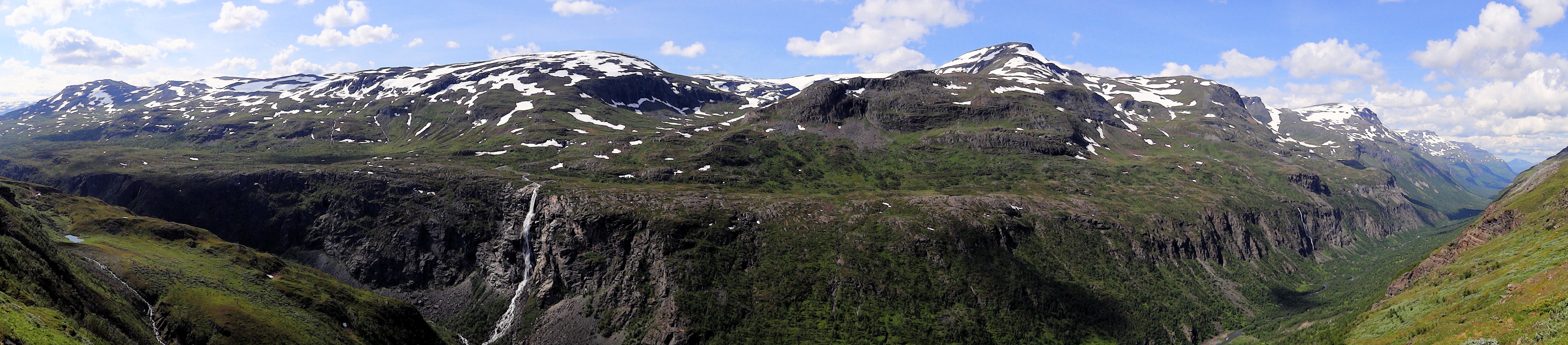
Panorama med stora deler av Sørdalen sedda från öst mot väst

Rohkunborri nationalpark är en norsk nationalpark i Bardu kommun i Troms fylke. 
Parken omfatter de inre delarna av Sørdalen och fjällområdena öster om bergsmassivet Rohkunborri och insjön Geavdnjajávri och täcker ett område på 571 km². 
Rohkunborri nationalpark inrättades 2011 i syfte att bevara landskapstyper från granurskogar, urskogspräglade björkskogar, våtmarker och insjöar till alpina naturtyper med en kanjon i Sørdalen. Speciellt värde vid inrättandet låg i att kunna få en stam av fjällräv etablerad i nationalparken.
Nationalparken ligger i Bardu kommun och gränsar i söder till Sverige och den svenska nationalparken Vadvetjåkka/Vádvečohkka, inrättad 1920. Närmaste stad är Setermoen. 
Den 800 kilometer långa Nordkalottleden från Karasjok till Sulitjelma går genom Rohkunborri. Den kommer in från Altevatnet och går vidare till Torneträsk i Sverige.

## Fauna
Nationalparken har flera sällsynta arter som järv, björn, lodjur, jaktfalk och snöuggla. På den svenska sidan av gränsen är även fjällräven etablerad och förhoppning finns om att den också etablerar sig i Rohkunborri. 

## Renskötsel
Renbetesdistrikten Altevatn och Gielas har betesområden i nationalparken och Talma sameby har rätt till sommarbete.